# Перегрины
Перегрины (от лат. peregrinus — иностранец, чужеземец) — в Древнем Риме лично-свободные неграждане, иностранцы и жители провинций и «союзников». 
После Латинской войны 340—338 гг. до н. э. из числа перегринов были исключены также лица, имеющие латинское гражданство. Вначале это были жители союзных Риму, а позднее и подчинённых римлянами городов Средиземноморья, то есть италики до Союзнической войны 90—88 годов до н. э. и провинциалы. После эдикта Каракаллы в 212 году количество перегринов значительно сократилось. При Юстиниане же на положении перегринов остались лишь жители отдалённых пограничных районов Римской империи.
Перегрины были лишены права пользоваться ius civile (гражданским правом Рима), но могли завязывать юридические отношения с римскими гражданами, то есть могли пользоваться ius gentium. Соответственно, перегрины получали юридическое признание, которого не имели чужестранцы (не подданные). Кроме того, в своих внутренних частных отношениях они продолжали пользоваться своим национальным правопорядком.
Суды, рассматривающие споры между римскими гражданами и перегринами, в своей деятельности исходили из соображений не норм права, а справедливости и здравого смысла (лат. Ex aequo et bono).